# James Roday
James David Rodríguez (San Antonio, Texas, 1976. április 4. –) amerikai színész, aki James Roday néven vált ismertté. Jelenleg a Psych – Dilis detektívek című sorozatban láthatjuk, ahol egy látnok nyomozót alakít, Shawn Spencert.

## Életpályája
Roday a Texas állambeli San Antonióban született. Félig mexikói. Ő Jim Rodríguez egyetlen gyermeke, aki dolgozott a Boardwalk Auto Grop-nál. A középiskolát San Antonioban végezte el. Ezután a New York-i egyetem színművészeti karán tanult.
1999-ben alapította meg barátjával, Brad Raider-rel a Red Dog Squadron nevű nonprofit színházat, ahol rendezőként és színészként is tevékenykedik. 
2006 óta Maggie Lawsonnal, a Psych – Dilis detektívek sztárjával él kapcsolatban.

## Karrier
Roday különféle színpadi produkciókban szerepelt,mint a Három nővér, Vízkereszt, vagy amit akartok.
Ő írta a Skinwalkers forgatókönyvét, írótársaival Todd Harthanal és James DeMonacoval.

## Díjai és jelölései
- 2006 - Satellite Award jelölés - legjobb vígjáték vagy musical színész televíziós sorozatban - Psych – Dilis detektívek
- 2007 - People magazin - A legszebb emberek, 62. helyezés
- 2008 - NCLR ALMA Award jelölés - kiváló vígjáték színész televíziós sorozatban - Psych – Dilis detektívek
- 2009 - Ewwy Award jelölés - legjobb vígjáték színész televíziós sorozatban - Psych – Dilis detektívek

## További információ
- James Roday a PORT.hu-n (magyarul)
- James Roday az Internetes Szinkronadatbázisban (magyarul)
- James Roday az Internet Movie Database-ben (angolul)
- James Roday a Rotten Tomatoeson (angolul)